# Princess Alice (Schiff, 1865)
Die Princess Alice war ein 1865 in Dienst gestellter Raddampfer des britischen Schifffahrtunternehmens London Steamboat Company, der von der Werft Caird & Company im schottischen Greenock gebaut wurde. Sie wurde für Ausflugsfahrten auf der Themse genutzt. Am 3. September 1878 kam es zwischen der Princess Alice und dem Frachtschiff Bywell Castle auf der Themse zu einer Kollision. Die Princess Alice brach in zwei Teile und sank innerhalb weniger Minuten. Dabei kamen 640 der etwa 800 Ausflügler an Bord ums Leben. Der Untergang der Princess Alice stellt das bis heute schwerste Schifffahrtsunglück auf britischen Binnengewässern dar.

## Das Schiff
Der Raddampfer lief 1865 bei Caird & Company unter dem Namen Bute für die in Glasgow ansässige Gesellschaft Wemyss Bay Railway Company vom Stapel. Er hatte ursprünglich eine Tonnage von 171 BRT. Er wurde nach der Insel Isle of Bute im Meeresarm Firth of Clyde benannt und pendelte zwischen Wemyss Bay, der Isle of Arran und Rothesay. Die Bute hatte ein Schwesterschiff, die Kyle.
1867 wurde die Bute an die Waterman’s Steam Packet Company in London verkauft, die 1870 mit der Woolwich Steam Packet Company, ebenfalls mit Sitz in London, fusionierte. Die Gesellschaft ließ den Dampfer umbauen, so dass sich sein Rauminhalt auf 251 BRT erhöhte. Das Schiff wurde in Princess Alice umbenannt, Namenspatin war Prinzessin Alice von Großbritannien und Irland, eine Tochter von Königin Victoria. Aus der Woolwich Steam Packet Company wurde 1875 die London Steamboat Company.

## Das Unglück

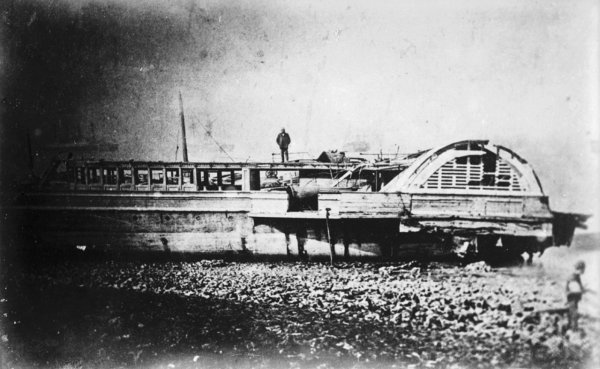
Das Wrack

Am Dienstag, den 3. September 1878, um 10 Uhr morgens legte die Princess Alice vom Swan Pier an der London Bridge zu einem Tagesausflug ab, der von der Reederei als „Mondscheinfahrt“ angepriesen worden war. Ziel waren die Städte Gravesend in der Grafschaft Kent und Sheerness auf der Isle of Sheppey. Die Tickets waren für zwei Schilling erhältlich, hunderte Londoner nutzten dieses Angebot. Viele wollten den Lustgarten Rosherville Gardens in Gravesend besichtigen. Mehr als 800 Menschen waren auf dieser Fahrt an Bord des Ausflugsdampfers, obwohl er für nur 500 Fahrgäste ausgelegt war. Das Kommando hatte der 47-jährige Kapitän William Robert Hattridge Grinstead. Die Hinfahrt verlief ohne Zwischenfälle, ebenso die Rückreise, zu der das Schiff gegen 18 Uhr am Abend des 3. September aufbrach. Um 19:40 Uhr befand sich die Princess Alice hinter Tripcock Point in einem Gebiet namens Gallions Reach. Sie war bereits in Sichtweite des North Woolwich-Piers im Londoner Stadtteil Newham, wo ein Großteil der Passagiere von Bord gehen sollte.
Der Kohlenfrachter Bywell Castle, der sich unter dem Kommando von Kapitän Harrison auf dem Weg nach Newcastle befand und bei mittlerer Geschwindigkeit in der Flussmitte fuhr, kam in Sicht. Die Bywell Castle war mit 890 BRT wesentlich größer als die Princess Alice und hatte einen erfahrenen Lotsen an Bord. Kapitän Harrison hielt sich an die traditionellen Themse-Routen, anstelle der 1873 eingeführten Regel, dass entgegenkommende Schiffe backbord zu passieren seien. Er sah die Princess Alice, die auf die Nordseite der Themse zuhielt, auf seinen Bug zusteuern und änderte den Kurs seines Schiffes so, dass er den Ausflugsdampfer achteraus passieren konnte.
Kapitän Grinstead auf der Brücke der Princess Alice war von dem Manöver der Bywell Castle verwirrt und änderte den Kurs seines Schiffes ebenfalls. Dadurch brachte sich der Raddampfer auf direkten Kollisionskurs mit dem Kohlenfrachter. Als Kapitän Harrison das bemerkte, ließ er sofort die Maschinen seines Schiffes stoppen und auf „volle Kraft zurück“ setzen. Etwa auf der Höhe des Gaswerks von Beckton bohrte sich der Bug der Bywell Castle in die Steuerbordseite der Princess Alice, die in zwei Teile zerbrach. Das Heckteil sackte sofort ab.
Dutzende Menschen wurden in die Themse geworfen, die im Viktorianischen Zeitalter sehr mit Abwässern und industriellen Abfällen verschmutzt war. In unmittelbarer Nähe pumpte die Kläranlage Beckton North Outfall Sewer tonnenweise Abwässer direkt in den Fluss. Hinzu kam, dass die Fabrikgelände in North Greenwich und Silvertown ihre industriellen Abfälle in jener Gegend in die Themse leiteten. Dies führte dazu, dass dieser Teil des Flusses eines der damals am meisten verunreinigten Gewässer in Großbritannien war.
Der größte Teil der Passagiere befand sich zu diesem Zeitpunkt unter Deck und war somit im Schiff gefangen. Nur vier Minuten nach dem Zusammenstoß ging die Princess Alice unter. Die Bywell Castle ließ drei Rettungsboote zu Wasser und ihre Besatzungsmitglieder warfen außerdem improvisierte Rettungsmittel, wie Seile, Bojen und Bretter über Bord, damit sich die Passagiere des sinkenden Dampfers daran festhalten konnten. Auch der Dampfer Duke of Teck, der der gleichen Reederei angehörte, nahm die Schiffbrüchigen auf.

## Nachspiel
Etwa 640 Menschen kamen durch das Unglück um, darunter Kapitän Grinstead, drei seiner Angehörigen, fast alle Offiziere sowie Emily Towse, Ehefrau des Direktors der London Steamboat Company, William Wrench Towse, zusammen mit vier Kindern. William Towse selbst überlebte. Die Zahlen der Opfer und Geretteten differieren in den unterschiedlichen Quellen. Die Zahl der Toten wird zwischen 550 und „fast 700“ angegeben, die am häufigsten festgehaltene und durch verschiedene Schätzungen wahrscheinlichste ist 640. Zwischen 100 und 170 Personen überlebten. Viele Leichen wurden nie gefunden und ein Großteil derer, die gefunden wurden, wurde nie identifiziert. Die geborgenen Leichen wurden im Büro der London Steamboat Company in Roff’s Wharf aufgebahrt. Der Untergang der Princess Alice ist der bis heute schwerste Schiffsunfall auf britischen Binnengewässern.
120 Todesopfer wurden in einem Massengrab auf dem Woolwich Old Cemetery in Plumstead beigesetzt. Über dem Grab wurde ein steinernes Gedenkkreuz aufgestellt, das an die Tragödie und ihre Opfer erinnert. Mehr als 23.000 Briten spendeten für die Errichtung des Denkmals. Das in zwei Hälften zerbrochene Wrack der Princess Alice wurde kurz danach vom Grund der Themse geborgen. Die Leichen hunderter Passagiere wurden an den Ausgängen des Salons wie „aufgestapelt“ aufgefunden.
Es folgte eine Untersuchung unter der Leitung des 69-jährigen Richters Charles Joseph Carttar, des Coroners von West Kent, die ab dem 6. September 1878 im Rathaus von Woolwich abgehalten wurde. An 30 Prozesstagen wurden etwa 100 Zeugen angehört. Der Untersuchungsausschuss stellte fest, dass die Kursänderung der Princess Alice den Unfall herbeigeführt hatte. Zur damaligen Zeit gab es keine Behörde oder Einrichtung, die für die Sicherheit der Schifffahrt auf der Themse zuständig war. Die Marine Police Force mit Sitz in Wapping wurde mit dampfbetriebenen Rettungsschiffen ausgerüstet, um künftig bei Unfällen effektiver eingreifen zu können.
Der Untergang der Princess Alice hatte weiterhin verschiedene Neuregelungen und Verbesserungen in Bezug auf die Sicherheit von Passagierschiffen zur Folge. Das britische Board of Trade untersuchte den Zwischenfall und empfahl, dass sich entgegenkommende Schiffe immer an der Backbordseite passieren sollten. Diese Vorgabe existierte bereits seit 1873, wurde aber bis dahin nicht auf Binnenwasserstraßen angewandt. Zudem wurden die Passagierkapazitäten auf Passagierschiffen begrenzt, und 1880 trat eine Regelung in Kraft, die die ausreichende Versorgung der Passagiere mit Schwimmwesten vorsah. Ferner wurde das Vorhandensein von wasserdichten Schotts vorgeschrieben. Die Stadt London wurde damit beauftragt, Maßnahmen zur Begrenzung der Wasserverschmutzung vorzunehmen.

## Sonstiges
Die Namensgeberin des Schiffes, Prinzessin Alice von Großbritannien und Irland, starb am 14. Dezember 1878, dem Tag, an dem der offizielle Untersuchungsbericht über das Unglück veröffentlicht wurde.
Sechs Jahre nach dem Untergang ging die London Steamboat Company bankrott.
In den Jahren nach dem Unglück behauptete eines der späteren Opfer von Jack the Ripper, Elizabeth Stride, ihren Ehemann und zwei Kinder beim Untergang der Princess Alice verloren zu haben. Ihr Ehemann starb jedoch erst 1884 und der Name Stride taucht auf der Passagierliste der letzten Fahrt nicht auf.
Der britische Richter, Autor und Dichter William Digby Seymour schrieb das Gedicht The Foundering of the Princess Alice über das Unglück. 1978 wurde auf dem Album Lonesome Boatman der Folksong The Princess Alice veröffentlicht, um des 100. Jahrestags der Katastrophe zu gedenken.